# 徒花異譚
『徒花異譚』（あだばないたん）は、2020年6月19日にANIPLEX.EXEが第1作として発売したノベルゲームである。キャッチコピーは「これは、咲かぬ”はな”の物語――。」。
2020年6月19日にSteamとDMM GAMESにてダウンロード版の配信が開始され、同年10月28日にゲーム本編ディスクを同梱したサウンドトラックが発売。2021年6月19日に『ATRI -My Dear Moments-』との合算で10万ダウンロードを突破した。
2021年12月16日にはNintendo Switch/Android/iOS版がiMelより発売された。

## ストーリー
暗い森の中で少女は突如として現れた怪物に襲われてしまう。そのような中で、少女のことを「白姫」と慣れた声色で呼ぶ、自らを「黒筆」と名乗る謎の少年に窮地を救われる。
しかし、少女はすべての記憶を失っており「白姫」という名前にも、「黒筆」の顔も名前も覚えがない。
「白姫」は「黒筆」から、ここは絵草子の中の話である「徒花卿」であり、「白姫」と「黒筆」はお伽噺の世界を渡り歩き、紙魚に食われた絵草子の物語に歪みが生じていないか見張る役目を担っていると説明される。
そして「白姫」は呆然としながら、「黒筆」から手渡された虫食いが進んだ「花さかじいさん」の絵草子を開いてしまう。
その時、紙面から眩い光が放たれ、少年少女はお伽話の世界へと連れ去られていった――。

## 登場人物
黒筆
声 - 加藤渉
黒衣を身に纏った少年。白姫と共に紙魚に食われた絵草子を修復する役目を担う。
矢立ての中に構えた筆で、白姫が紙魚から取り出した墨をもとに、絵草子に欠けた文字を修復する。
性格は冷静沈着で、何事にも臆さない。
白姫（しろひめ）
声 - 南早紀
純白の着物を身に纏った少女。記憶を失っており、黒筆と絵草子の修復をする中で記憶を取り戻そうとする。
絵草子の文字を食らった紙魚を手で捕らえると、墨を取り出すことができる。
性格は控えめで心優しい。
乙姫
声 - 桑原由気
「浦島太郎編」のメインキャラクター。
海の底にある竜宮城の主。性格は妖艶な見た目とは裏腹にサッパリしている。
うりこ姫
声 - 高森奈津美
「うりこ姫とあまのじゃく編」のメインキャラクター。
瓜から生まれた少女。山間の村でおじいさんとおばあさんと暮らしている。
機織りが得意。性格は頭の回転が速くませていて、揶揄がまじった物言いで白姫を翻弄する。
桃太郎
声 - 石谷春貴
「桃太郎編」のメインキャラクター。
桃から生まれた青年。おじいさんとおばあさんと暮らしている。
性格は非常に正義感が強く、真っ直ぐである。
人々の生活を脅かす鬼を倒すために、鬼退治の旅に出る。
花さかじいさん
声 - 玉井勇輝
「花さかじいさん編」のメインキャラクター。
小さな村でおばあさんと暮らしている老人。
性格は穏やかで心優しく、物腰も柔らかい。
紙魚
声 - 桑原由気
金魚と鯰がまざったような奇妙な見た目の生物。
文字を主食としており、紙魚に食べられた絵草子は先の展開を見失ってしまう。

## スタッフ
- 企画・シナリオ - 海原望（ライアーソフト）
- 原画・キャラクターデザイン - 大石竜子
- 音楽 - さっぽろももこ、松本慎一郎
- システム協力 - シルキーズプラス
- 制作 - ライアーソフト
- 製作 - ANIPLEX.EXE

## 主題歌
「徒花夢現」
歌・作詞 - Rita/ 作曲 - 内山利彦（Blueberry & Yogurt）/ 編曲 - 木村孝明